# Powiat Aleksandrowski
Der Powiat Aleksandrowski ist ein Powiat (Kreis) in der polnischen Woiwodschaft Kujawien-Pommern. Der Powiat hat eine Fläche von 475,61 km², auf der 55.000 Einwohner leben.

## Gemeinden
Der Powiat umfasst neun Gemeinden, davon drei Stadtgemeinden und sechs Landgemeinden.

### Stadtgemeinden
- Aleksandrów Kujawski
- Ciechocinek
- Nieszawa

### Landgemeinden
- Aleksandrów Kujawski
- Bądkowo
- Koneck
- Raciążek
- Waganiec
- Zakrzewo